# Phare de Walde
Le phare de Walde est un ancien phare situé à Marck, commune voisine de Calais, dans le département du Pas-de-Calais. Il marque l'endroit séparant la mer du Nord de la Manche.
Sa construction métallique réduit les coûts de construction considérablement. La structure vient d'Angleterre, elle arrive en 1857. La lanterne a été mise en service en 1859. Elle culmine à 11 mètres au-dessus de la mer. En 1986, le phare est déclassé en feu compte tenu de la perte de son utilité.
Le phare a été doté de panneaux solaires en 1986. Il n'est plus utilisé depuis le 4 juillet 2001 pour la navigation (inutile à la suite de l'élargissement du banc de Walde et de son extension vers Calais).
Il est inscrit au titre des monuments historiques depuis 22 juin 2022 et va faire l'objet de travaux de rénovation.

## Histoire
Cet ancien phare est situé à 3 milles à l'est du phare de Calais. Il a été construit en structure métallique (fer forgé, tôle et fonte sur 6 pieds et un axe central vissé à 5 mètres de profondeur,) ; construit par des Anglais, cette architecture est unique en France. Sa plateforme hexagonale de 7 m de diamètre supporte un balcon périphérique à plancher de chêne (1 m de large) et un habitacle de tôle de 5 m de diamètre, garni de chêne à l'intérieur. Cet habitacle qui abritait les gardiens était peint en noir, et surmonté de la lanterne (peinte en noir aussi).
Le point focal de la lampe était à 11 mètres au-dessus de la plus haute mer et à plus de 15 m au-dessus du sable . Il a été endommagé par une explosion de propane en 1953 ; antérieurement, au XIXe siècle, il était alimenté par une lampe à huile. Le Service maritime des ports de Boulogne-sur-Mer et de Calais (SMBC) en a démonté la lampe en 1986 (transportée dans le hall de la capitainerie de Boulogne-sur-Mer), pour installer un petit feu de signalement (alimenté par panneaux photovoltaïques). En 1998, il a été question de le détruire, mais les Phares et Balises annoncent qu'ils accepteraient un démontage pour le conserver si un mécène acceptait de financer le surcoût. La Fédération Nord-Pas-de-Calais pour la culture et le patrimoine maritimes (FRCPM) plaide pour un classement comme monument historique. Il est classé au titre des monuments historiques en juillet 2022 et va faire l'objet de travaux de rénovation.

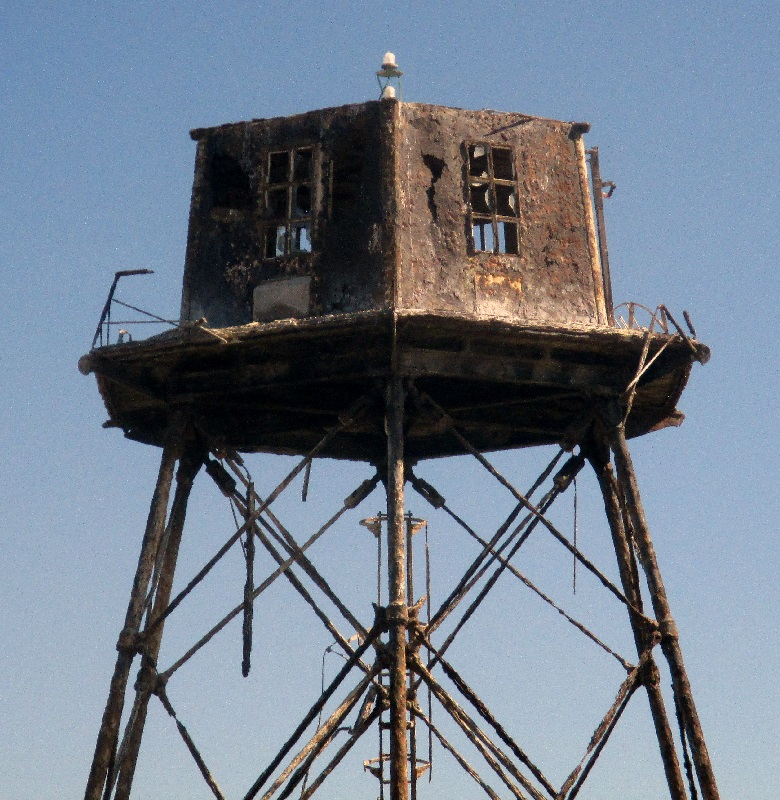
Détail sur la plateforme en 2016.

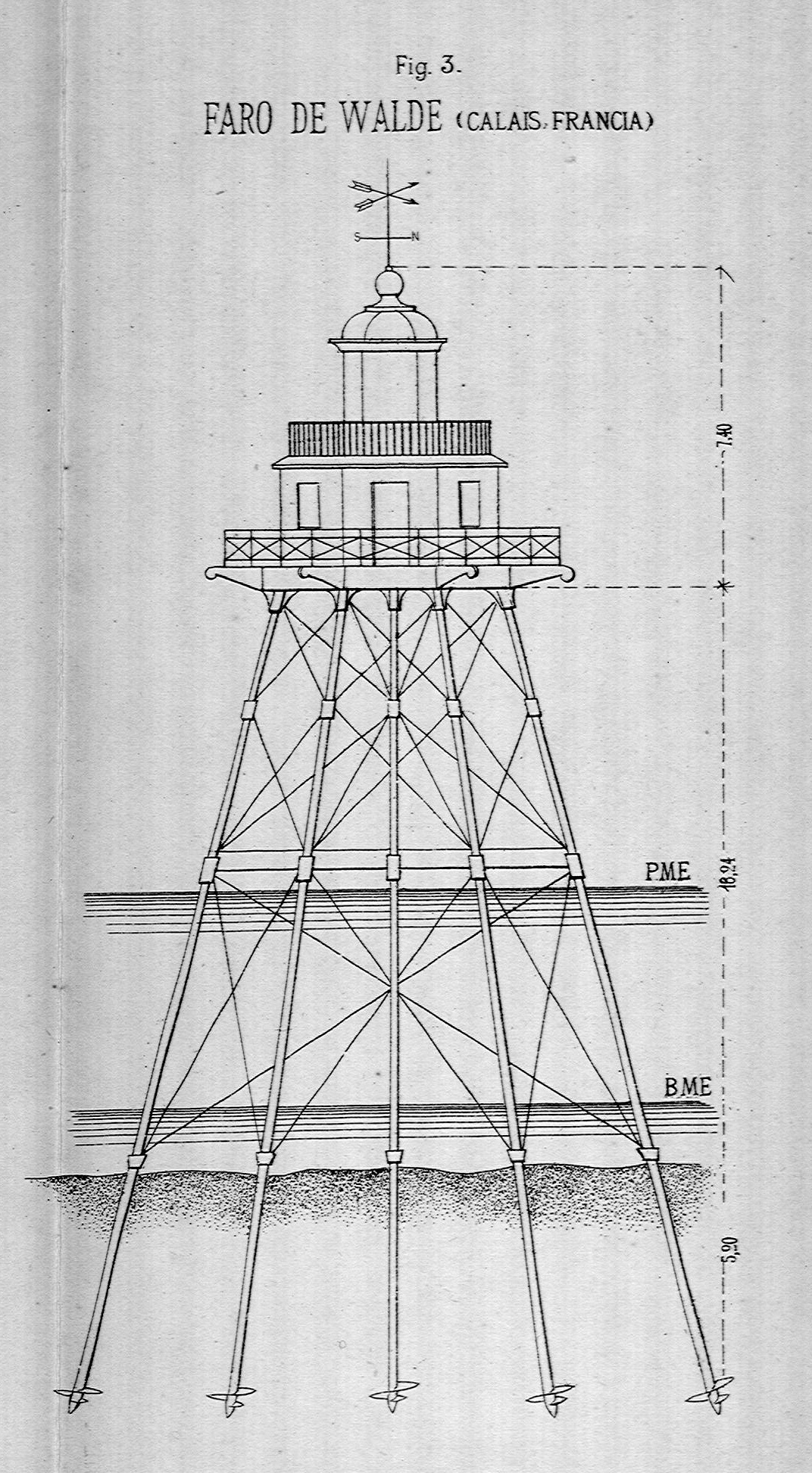
Phare Walde: dessin de José Eugenio Ribera

.